# نيلس دن هارتوغ
نيلس دن هارتوغ (بالهولندية: Nils den Hartog)‏ (25 مارس 1994 في هولندا - ) هو لاعب كرة قدم هولندي في مركز حراسة المرمى. لعب مع آر كي سي فالفيك.

## وصلات خارجية
- نيلس دن هارتوغ على موقع قاعدة بيانات كرة القدم.إي يو (الإنجليزية)
- نيلس دن هارتوغ على موقع Soccerway.com (الإنجليزية)